# Иган (футболист)
Игор Одони Гомес (порт.-браз. Igor Odoni Gomes; родился 19 августа 2007, Сан-Паулу, Бразилия), или же просто Иган (порт.-браз. Igão) — бразильский футболист, центральный защитник клуба «Сан-Паулу».

## Клубная карьера
Воспитанник «Сан-Паулу», в июне 2024 года Иган впервые попал в заявку клуба на матч Серии A против «Васко да Гамы», однако на поле не появился. 8 декабря 2024 года дебютировал за основную команду «Сан-Паулу», выйдя на замену в матче Серии A против «Ботафого».